# Liste der Einträge im National Register of Historic Places im Clark County (Nevada)
Diese Liste der Einträge im National Register of Historic Places im Clark County (Nevada) enthält alle in Clark County, Nevada in das National Register of Historic Places eingetragenen Gebäude, Bauwerke, Objekte, Stätten oder historischen Distrikte.
Diese Liste entspricht dem Bearbeitungsstand des National Park Service/National Register of Historic Places vom 25. Oktober 2024.

## Legende
| NRHP | Historic Place             |
| NHL  | National Historic Landmark |
| HD   | National Historic District |

## Aktuelle Einträge
| [ 2 ] | Name                                                                 | Bild                                                                 | Eintragsdatum                                      | Lage | Ort                 | Beschreibung                                          |
| ----- | -------------------------------------------------------------------- | -------------------------------------------------------------------- | -------------------------------------------------- | --- | ------------------- | ----------------------------------------------------- |
| 1     | B-29 Serial No. 45-21847 (Heavy Bomber)                              | weitere Bilder                                                       | 20. Apr. 2011 ID-Nr. 11000212                      | Lake Mead National Recreation Area                                                                                                | Overton             |                                                       |
| 2     | Berkley Square                                                       | Berkley Square                                                       | 23. Okt. 2009 ID-Nr. 09000846                      | zwischen der Byrnes Ave., D St., Leonard Ave. und G Street 36° 11′ 26,1″ N, 115° 8′ 57,1″ W                                       | Las Vegas           |                                                       |
| 3     | Boulder City Historic District                                       | Boulder City Historic District                                       | 19. Aug. 1983 ID-Nr. 83001107                      | zwischen dem Nevada Highway, Avenue Lane, Date und 5th Street 35° 58′ 40″ N, 114° 50′ 3″ W                                        | Boulder City        |                                                       |
| 4     | Boulder Dam Hotel                                                    | weitere Bilder                                                       | 13. Juli 1982 ID-Nr. 82003210                      | 1305 Arizona St. 35° 58′ 45″ N, 114° 49′ 48″ W                                                                                    | Boulder City        |                                                       |
| 5     | Boulder Dam Park Museum                                              | weitere Bilder                                                       | 22. Feb. 1996 ID-Nr. 96000126                      | westlicher Teilbereich der Nevada State Route 169 36° 31′ 53″ N, 114° 26′ 24″ W                                                   | Overton             |                                                       |
| 6     | Brownstone Canyon Archeological District                             | Brownstone Canyon Archeological District                             | 22. Sep. 1982 ID-Nr. 82003212                      | westlich von Las Vegas 36° 11′ 1″ N, 115° 25′ 27,8″ W                                                                             | Las Vegas           |                                                       |
| 7     | Camp Lee Canyon                                                      | Camp Lee Canyon                                                      | 16. Jan. 1997 ID-Nr. 96001561                      | Nevada State Route 156, nordwestlich von Las Vegas in der Spring Mountains National Recreation Area 36° 18′ 32″ N, 115° 40′ 22″ W | Las Vegas           |                                                       |
| 8     | Leroy and Carrie Christensen House                                   | weitere Bilder                                                       | 9. Feb. 2024 ID-Nr. 100009944                      | 500 W. Van Buren Street 36° 11′ 13,2″ N, 115° 8′ 55,3″ W                                                                          | Las Vegas           |                                                       |
| 9     | Clark Avenue Railroad Underpass                                      | Clark Avenue Railroad Underpass                                      | 28. Jan. 2004 ID-Nr. 03001509                      | Kreuzung der Bonanza Road mit der Union Pacific Railroad Eisenbahnstrecke 36° 10′ 38″ N, 115° 8′ 38,4″ W                          | Las Vegas           |                                                       |
| 10    | Corn Creek Campsite                                                  | Corn Creek Campsite                                                  | 4. März 1975 ID-Nr. 75001105                       | Adresse nicht veröffentlicht | Las Vegas           |                                                       |
| 11    | Desert Valley Museum                                                 | weitere Bilder                                                       | 24. Okt. 1991 ID-Nr. 91001527                      | 31 W. Mesquite Boulevard 36° 48′ 15″ N, 114° 4′ 5″ W                                                                              | Mesquite            |                                                       |
| 12    | El Cortez Hotel and Casino                                           | weitere Bilder                                                       | 22. Feb. 2013 ID-Nr. 13000010                      | 600 East Fremont Street 36° 10′ 9,7″ N, 115° 8′ 19,1″ W                                                                           | Las Vegas           |                                                       |
| 13    | Eureka Locomotive                                                    | Eureka Locomotive                                                    | 12. Jan. 1995 ID-Nr. 94001575                      | Adresse nicht veröffentlicht 36° 13′ 40″ N, 115° 12′ 29″ W                                                                        | Las Vegas           |                                                       |
| 14    | Gold Strike Canyon-Sugarloaf Mountain Traditional Cultural Property  |                                                                      | 4. Sep. 2004 ID-Nr. 04000935                       | Adresse nicht veröffentlicht | Boulder City        |                                                       |
| 15    | Goodsprings Schoolhouse                                              | Goodsprings Schoolhouse                                              | 10. März 1992 ID-Nr. 92000121                      | San Pedro Avenue, östlich der Esmeralda Street 35° 49′ 53,8″ N, 115° 26′ 8,1″ W                                                   | Goodsprings         |                                                       |
| 16    | Grapevine Canyon Petroglyphs (AZ:F:14:98 ASM)                        | weitere Bilder                                                       | 15. Dez. 1984 ID-Nr. 84000799                      | Adresse nicht veröffentlicht | Laughlin            |                                                       |
| 17    | Green Shack                                                          | Green Shack                                                          | 3. Juni 1994 ID-Nr. 94000552                       | 2504 E. Fremont Street 36° 9′ 28″ N, 115° 6′ 53″ W                                                                                | Las Vegas           |                                                       |
| 18    | Gypsum Cave                                                          |                                                                      | 8. Juli 2010 ID-Nr. 10000443                       | Sunrise Mountain 36° 13′ 27,8″ N, 114° 58′ 36,8″ W                                                                                | Las Vegas           |                                                       |
| 19    | Harrison's Guest House                                               | Harrison's Guest House                                               | 3. Mai 2016 ID-Nr. 15000009                        | 1001 F Street 36° 10′ 55,1″ N, 115° 8′ 58,5″ W                                                                                    | Las Vegas           |                                                       |
| 20    | Hidden Forest Cabin                                                  | Hidden Forest Cabin                                                  | 20. Feb. 1975 ID-Nr. 75001106                      | nördlich von Las Vegas, an der Hidden Forest Road 36° 37′ 54″ N, 115° 13′ 5″ W                                                    | Las Vegas           |                                                       |
| 21    | Homestake Mine                                                       | Homestake Mine                                                       | 17. Juli 1985 ID-Nr. 85001601                      | Adresse nicht veröffentlicht | Searchlight         |                                                       |
| 22    | Hoover Dam                                                           | weitere Bilder                                                       | 8. Apr. 1981 ID-Nr. 81000382                       | östlich von Las Vegas, an der U.S. Route 93 36° 0′ 58″ N, 114° 44′ 12″ W                                                          | Boulder City        |                                                       |
| 23    | Parley Hunt House                                                    | Parley Hunt House                                                    | 14. Nov. 1991 ID-Nr. 91001652                      | Canal Street, in der Nähe der Kreuzung mit der Virgin Street 36° 46′ 32″ N, 114° 6′ 59″ W                                         | Bunkerville         |                                                       |
| 24    | Huntridge Theater                                                    | weitere Bilder                                                       | 22. Juli 1993 ID-Nr. 93000686                      | 1208 E. Charleston Boulevard 36° 9′ 29″ N, 115° 8′ 7″ W                                                                           | Las Vegas           |                                                       |
| 25    | Kyle Ranch                                                           | Kyle Ranch                                                           | 6. Okt. 1975 ID-Nr. 75001107                       | Losee St. and Carey Ave. 36° 12′ 16″ N, 115° 8′ 21″ W                                                                             | North Las Vegas     |                                                       |
| 26    | Las Vegas Grammar School                                             | weitere Bilder                                                       | 20. Mai 1988 ID-Nr. 88000549                       | 400 Las Vegas Boulevard 36° 9′ 53″ N, 115° 8′ 48″ W                                                                               | Las Vegas           |                                                       |
| 27    | Las Vegas Grammar School                                             | weitere Bilder                                                       | 2. Apr. 1979 ID-Nr. 79001460                       | Washington und D Street 36° 10′ 53″ N, 115° 8′ 43″ W                                                                              | Las Vegas           |                                                       |
| 28    | Las Vegas High School Academic Building, Gymnasium, and Frazier Hall | Las Vegas High School Academic Building, Gymnasium, and Frazier Hall | 24. Sep. 1986 ID-Nr. 100006408 86002293, 100006408 | 315 S. 7th Street 36° 9′ 55″ N, 115° 8′ 20″ W                                                                                     | Las Vegas           |                                                       |
| 29    | Las Vegas High School Historic District                              | weitere Bilder                                                       | 3. März 2022 ID-Nr. 100007431                      | 315 South 7th St., 925 East Clark Ave. 36° 9′ 55″ N, 115° 8′ 20″ W                                                                | Las Vegas           |                                                       |
| 30    | Las Vegas High School Neighborhood Historic District                 | weitere Bilder                                                       | 30. Jan. 1991 ID-Nr. 90002204                      | zwischen der E. Bridger, S. 9th, E. Gass und S. 6th Street 36° 9′ 44″ N, 115° 8′ 23″ W                                            | Las Vegas           |                                                       |
| 31    | Las Vegas Mormon Fort                                                | weitere Bilder                                                       | 1. Feb. 1972 ID-Nr. 72000764                       | 900 Las Vegas Boulevard, N. 36° 10′ 49″ N, 115° 7′ 57″ W                                                                          | Las Vegas           |                                                       |
| 32    | Las Vegas Springs                                                    | Las Vegas Springs                                                    | 14. Dez. 1978 ID-Nr. 78001719                      | Adresse nicht veröffentlicht | Las Vegas           |                                                       |
| 33    | LDS Moapa Stake Office Building                                      | LDS Moapa Stake Office Building                                      | 25. Juli 2002 ID-Nr. 02000819                      | 161 W. Virginia St. 36° 32′ 25″ N, 114° 26′ 39,7″ W                                                                               | Overton             |                                                       |
| 34    | Thomas Leavitt House                                                 | Thomas Leavitt House                                                 | 14. Nov. 1991 ID-Nr. 91001653                      | 160 S. 1st W. Street 36° 46′ 15″ N, 114° 7′ 37″ W                                                                                 | Bunkerville         |                                                       |
| 35    | Little Church of the West                                            | weitere Bilder                                                       | 14. Sep. 1992 ID-Nr. 92001161                      | 4617 Las Vegas Boulevard, S. 36° 5′ 10″ N, 115° 10′ 19″ W                                                                         | Paradise            |                                                       |
| 36    | Mesquite High School Gymnasium                                       | Mesquite High School Gymnasium                                       | 10. März 1992 ID-Nr. 92000119                      | 144 E. N. 1st St. 36° 48′ 18″ N, 114° 3′ 18″ W                                                                                    | Mesquite            |                                                       |
| 37    | Morelli House                                                        | weitere Bilder                                                       | 3. Juni 2012 ID-Nr. 11001086                       | 861 E. Bridger Ave. 36° 9′ 55,3″ N, 115° 8′ 16″ W                                                                                 | Las Vegas           |                                                       |
| 38    | Mormon Well Spring                                                   |                                                                      | 24. Dez. 1974 ID-Nr. 74001143                      | nördlich von Las Vegas, bei Mormon Spring 36° 38′ 39″ N, 115° 5′ 45″ W                                                            | Las Vegas           |                                                       |
| 39    | Moulin Rouge Hotel                                                   | weitere Bilder                                                       | 22. Dez. 1992 ID-Nr. 92001701                      | 900 W. Bonanza Rd. 36° 10′ 40″ N, 115° 9′ 6″ W                                                                                    | Las Vegas           |                                                       |
| 40    | Old Spanish Trail – Mormon Road Historic District                    | Old Spanish Trail – Mormon Road Historic District                    | 22. Aug. 2001 ID-Nr. 01000863                      | von der Grenze zu Kalifornien nach Arizona, über den südlichen Teil von Nevada und Las Vegas 36° 15′ 11″ N, 115° 9′ 43″ W         | Las Vegas und Moapa |                                                       |
| 41    | Overton Gymnasium                                                    | Overton Gymnasium                                                    | 10. März 1992 ID-Nr. 92000118                      | N. W. Thomas Street, westlich der Straßenkreuzung mit der S. Anderson Street 36° 32′ 32″ N, 114° 26′ 52,5″ W                      | Overton             |                                                       |
| 42    | John S. Park Historic District                                       | John S. Park Historic District                                       | 16. Mai 2003 ID-Nr. 03000412                       | zwischen dem Charleston Boulevard, Las Vegas Boulevard, der Franklin Avenue und der S. 9th Street 36° 9′ 24″ N, 115° 8′ 38,4″ W   | Las Vegas           |                                                       |
| 43    | Potosi                                                               | Potosi                                                               | 13. Nov. 1974 ID-Nr. 74001144                      | südlich von Las Vegas, in der Nähe der Interstate 15 und dem Potosi Pass 35° 58′ 0″ N, 115° 32′ 37″ W                             | Las Vegas           |                                                       |
| 44    | Pueblo Grande de Nevada                                              |                                                                      | 8. Okt. 1982 ID-Nr. 82000612                       | südöstlich von Overton 36° 29′ 27″ N, 114° 22′ 21″ W                                                                              | Overton             |                                                       |
| 45    | Railroad Cottage Historic District                                   | weitere Bilder                                                       | 22. Dez. 1987 ID-Nr. 87001622                      | 601–629 S. Casino Center 36° 9′ 50″ N, 115° 8′ 50″ W                                                                              | Las Vegas           |                                                       |
| 46    | St. Thomas Memorial Cemetery                                         |                                                                      | 20. Jan. 2005 ID-Nr. 04001529                      | Magnasite Road, in der Nähe des Moapa Valley Boulevard 36° 31′ 14″ N, 114° 26′ 6″ W                                               | Overton             |                                                       |
| 47    | Sandstone Ranch                                                      | Sandstone Ranch                                                      | 2. Apr. 1976 ID-Nr. 76001141                       | südwestlich von Las Vegas 36° 4′ 4″ N, 115° 27′ 30″ W                                                                             | Las Vegas           | Dieser Eintrag hat eine weitere Referenz ID 100002337 |
| 48    | Sheep Mountain Range Archeological District                          |                                                                      | 31. Dez. 1974 ID-Nr. 74001145                      | Adresse nicht veröffentlicht | Las Vegas           |                                                       |
| 49    | Sloan Petroglyph Site                                                | weitere Bilder                                                       | 19. Dez. 1978 ID-Nr. 78001720                      | Adresse nicht veröffentlicht 35° 55′ 52,7″ N, 115° 11′ 27,2″ W                                                                    | Henderson           |                                                       |
| 50    | Jay Dayton Smith House                                               | weitere Bilder                                                       | 20. Feb. 1987 ID-Nr. 87000077                      | 624 S. 6th Street 36° 9′ 40″ N, 115° 8′ 39″ W                                                                                     | Las Vegas           |                                                       |
| 51    | Spirit Mountain                                                      | weitere Bilder                                                       | 8. Sep. 1999 ID-Nr. 99001083                       | nördlich von Laughlin, in der Lake Mead National Recreation Area 35° 16′ 30″ N, 114° 43′ 26″ W                                    | Laughlin            |                                                       |
| 52    | Tim Springs Petroglyphs                                              |                                                                      | 16. Dez. 1974 ID-Nr. 74001142                      | Adresse nicht veröffentlicht | Indian Springs      |                                                       |
| 53    | Tule Springs Archeological Site                                      |                                                                      | 20. Apr. 1979 ID-Nr. 79001461                      | Adresse nicht veröffentlicht | Las Vegas           |                                                       |
| 54    | Tule Springs Ranch                                                   | weitere Bilder                                                       | 23. Sep. 1981 ID-Nr. 81000383                      | 9200 Tule Springs Rd. 36° 19′ 14″ N, 115° 16′ 1″ W                                                                                | Las Vegas           |                                                       |
| 55    | U.S. Post Office and Courthouse                                      | weitere Bilder                                                       | 10. Feb. 1983 ID-Nr. 83001108                      | 300 E. Stewart Ave. 36° 10′ 22″ N, 115° 8′ 25″ W                                                                                  | Las Vegas           |                                                       |
| 56    | Walking Box Ranch                                                    | Walking Box Ranch                                                    | 30. Jan. 2009 ID-Nr. 08001392                      | 6333 W. Nevada State Route 164 35° 29′ 22,4″ N, 115° 2′ 24,7″ W                                                                   | Searchlight         |                                                       |
| 57    | Washington School                                                    | Washington School                                                    | 10. März 1992 ID-Nr. 92000120                      | 1901 N. White Street 36° 11′ 43″ N, 115° 7′ 52″ W                                                                                 | North Las Vegas     |                                                       |
| 58    | The “Welcome to Fabulous Las Vegas” Sign                             | weitere Bilder                                                       | 1. Mai 2009 ID-Nr. 09000284                        | Las Vegas Boulevard, in Verbindung mit der Russell Road 36° 4′ 55,4″ N, 115° 10′ 22″ W                                            | Paradise            |                                                       |
| 59    | Willow Beach Gauging Station                                         | Willow Beach Gauging Station                                         | 21. März 1986 ID-Nr. 86000587                      | Lake Mead National Recreation Area 35° 53′ 17″ N, 114° 40′ 57″ W                                                                  | Boulder City        |                                                       |
| 60    | Woodlawn Cemetery                                                    | weitere Bilder                                                       | 21. Nov. 2006 ID-Nr. 06001060                      | 1500 Las Vegas Boulevard, N. 36° 11′ 15″ N, 115° 7′ 43″ W                                                                         | Las Vegas           |                                                       |